# Alysicarpus heterophyllus
Alysicarpus heterophyllus är en ärtväxtart som först beskrevs av John Gilbert Baker, och fick sitt nu gällande namn av Saiyad Masudal Saiyid Masudul Hasan Jafri och Syed Irtifaq Ali. Alysicarpus heterophyllus ingår i släktet Alysicarpus och familjen ärtväxter. Inga underarter finns listade i Catalogue of Life.